# 空氣壓縮機

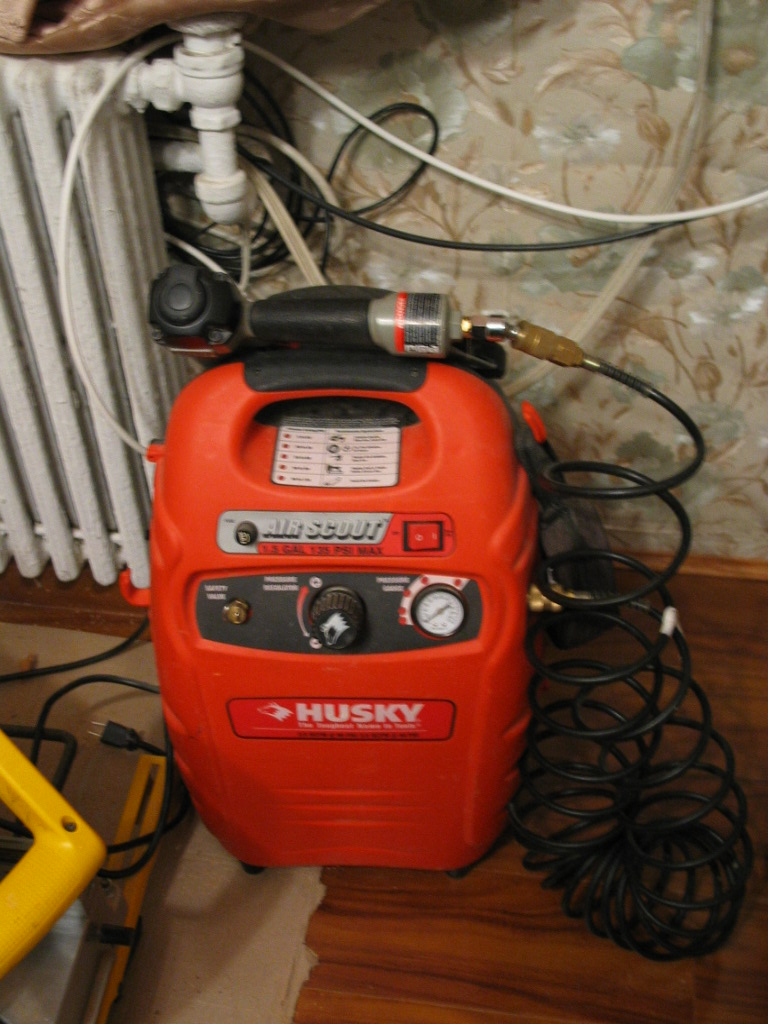
為钉枪提供壓縮空氣的空氣壓縮機

空氣壓縮機（英語：Air compressor），一般簡稱為空壓機，压缩机。為一種空气壓縮設備，使用电动机或发动机（由電力、柴油或汽油等驅動），轉動压缩机，將空氣（其压强通常為1大气压（atm），約為1巴（bar））轉換為压缩空气。
空氣壓縮機的用途很多。常見的用途是將壓縮空氣充入空氣儲罐內，以便後續使用。若壓力超過設定上限值，會關閉空氣壓縮機，或是由過壓閥釋放過多的空氣。若空氣儲罐的壓力低於下限值時，會再開啟空氣壓縮機，將空氣儲罐內的空氣加壓。
壓縮空氣中儲存的壓力能可以用在許多的應用中，例如作為气动工具的能量來源。空壓機是工廠常見設備，也是高耗能設備之一，佔工業用電比例約10%以上。
空氣壓縮機和幫浦不同，空氣壓縮機處理的是气体，而幫浦處理的通常是液体。

## 分類
空氣壓縮機可以依其輸送氣體壓力分類：
- 低壓空氣壓縮機，其輸送氣體壓力小於150磅力每平方英寸（10巴）[3]
- 中壓空氣壓縮機，其輸送氣體壓力在151磅力每平方英寸（10.4巴）到1,000磅力每平方英寸（69巴）之間[3]
- 高壓空氣壓縮機，其輸送氣體壓力超過1,000磅力每平方英寸（69巴）[3]

空氣壓縮的方式有許多種，可以分為容積式（positive-displacement）或旋轉動力式（roto-dynamic type）
- 單段往復式壓縮機
- 多段往復式壓縮機[5]
- 單段螺旋式壓縮機（英语：Rotary-screw compressor）
- 多段螺旋式壓縮機
- 旋片泵（英语：Rotary vane pump）
- 渦卷式壓縮機（英语：Scroll compressor）
- 離心式壓縮機（英语：Centrifugal compressor）
- 軸流式壓縮機，常用於喷气发动机

另一種分類方式是以其潤滑方式分類，油潤滑式空壓機以及無油式空壓機。無油式空壓機系統是較新技術的系統，不需要油以進潤滑，重量比油潤滑式空壓機要輕，也更容易攜帶，但需要更勤保養。油潤滑式空壓機是比較傳統的空壓機，需要用油潤滑馬達，以延長壓縮機壽命。其優點是比較耐用，而且不像無油式空壓機那麼需要保養。有些無油式空壓機是用水代替油作為潤滑用，也有些是無油無水式空壓機。

### 容積式壓縮機
容積式壓縮機會使空氣進入一個體積縮小的腔室中，以此壓縮空氣。只要其壓力大於排出閥外的壓力，排出閥會開啟，使壓縮腔室中的空氣排出。

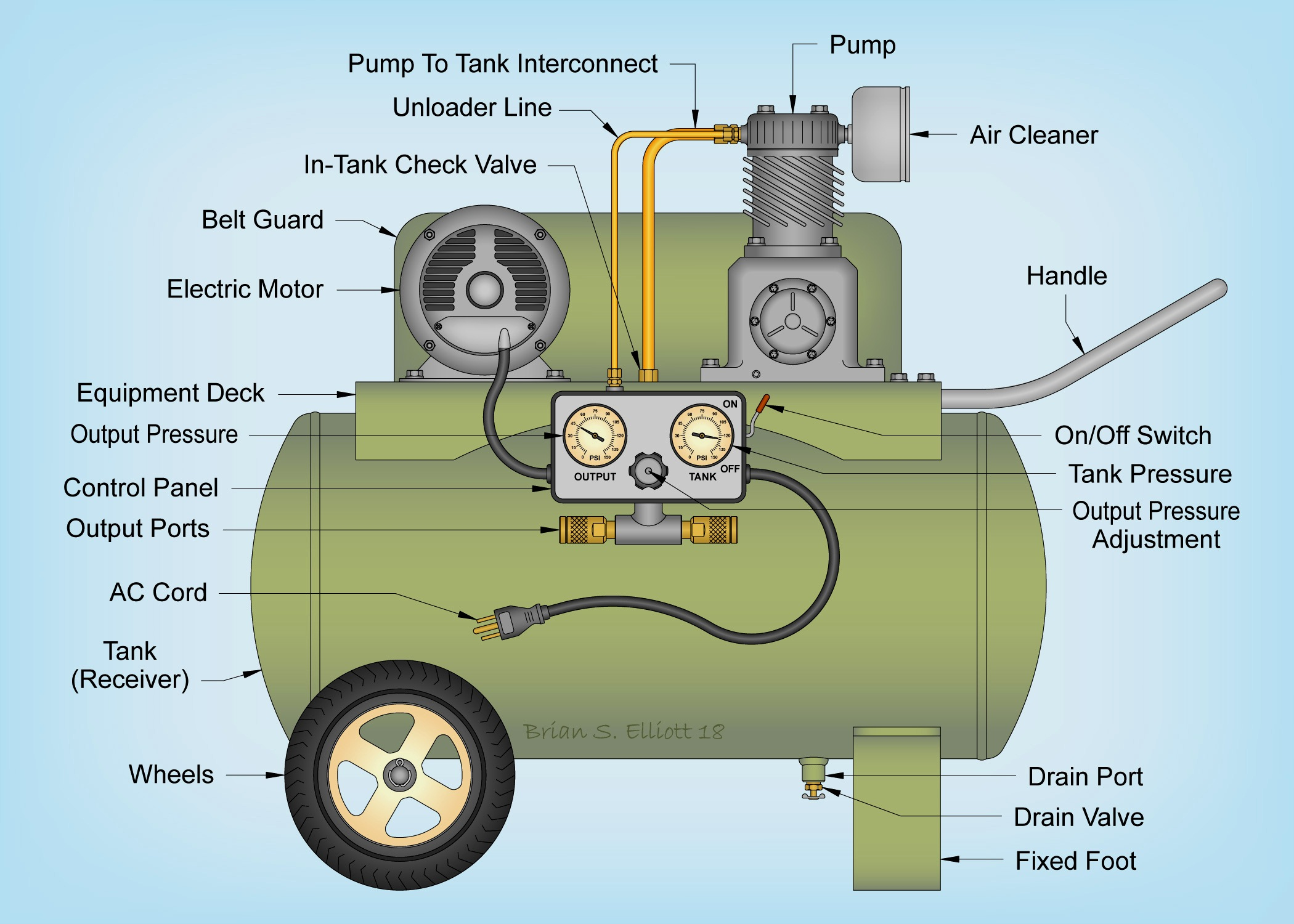
移動式單段空壓機的內部構造

- 活塞式空壓機利用氣缸內往復運動的活塞來壓縮空氣。活塞式空壓機會有單向閥，在氣缸進氣行程裡，讓空氣進入氣缸，並且避免空氣從單向閥外洩，另外有一個排出閥，在氣缸壓縮行程時，會將高壓氣體從排出閥排出，也會配合止回阀，避免高壓氣體在進氣行程時再進入氣缸。活塞式空壓機可以是單段或是多段的，可能只有一個氣缸，也可能是多個相同壓力的氣缸同時運作。多段壓縮機的壓縮比高，效率也比單段壓縮機好，一般會用段間冷卻（interstage cooling）來提昇效率。

單段壓縮機及二段壓縮機的容量一般會用每分鐘標準立方英尺（SCFM）及磅力每平方英寸（PSI）來表示，或是用每分鐘標準公升以及巴（bar）來表示。有些壓縮機的標示會用每分鐘實際立方英尺（ACFM），但較少見，也有些仍標示立方英尺每分鐘（CFM）。只標示CFM是比較模糊的作法，因為沒有對應的參考壓力。
- 螺旋式壓縮機（英语：Rotary-screw compressor）的容積式壓縮是靠二個相配合的螺旋型螺絲來實現，當二個螺絲旋轉時，會導引空氣進入腔室中，且在螺絲旋轉時，腔室體積會逐漸縮小。螺旋式壓縮機可以是單段的，也可以是二段的[需要解释]。
- 旋片泵（英语：Rotary vane pump）是在轉子中開數個徑向的槽，將數個葉片放在其中，可以在槽內滑動，並且葉片外緣和腔室內緣接觸，葉片會引導空氣進入腔室，並且使其體積變小。這類的壓縮機可以提供高壓的定量空氣[需要解释]。

### 旋轉動力式空壓機
旋轉動力式壓縮機（Roto-dynamic compressors）包括了離心式壓縮機及軸流式壓縮機。離心式壓縮機是用旋轉葉片使氣體增加動能，再用固定通道使動能轉換為氣體的壓力，軸流式壓縮機是用旋轉葉片使氣體增加動能，再用固定葉片使氣體動能轉換為氣體的壓力。

## 冷卻
由於氣體的绝热压缩會使機體產生废热，壓縮機需要冷卻散熱。一般而言會透過風冷或水冷散熱，不過有些空壓機（特別是旋轉型空壓機）會用油冷散熱（之後再用風冷或水冷來為油散熱）。冷卻方式可以透過入口温度、環境溫度、壓縮機功率以及應用領域決定。沒有一種壓縮機是可以適用在所有場合的。

## 應用

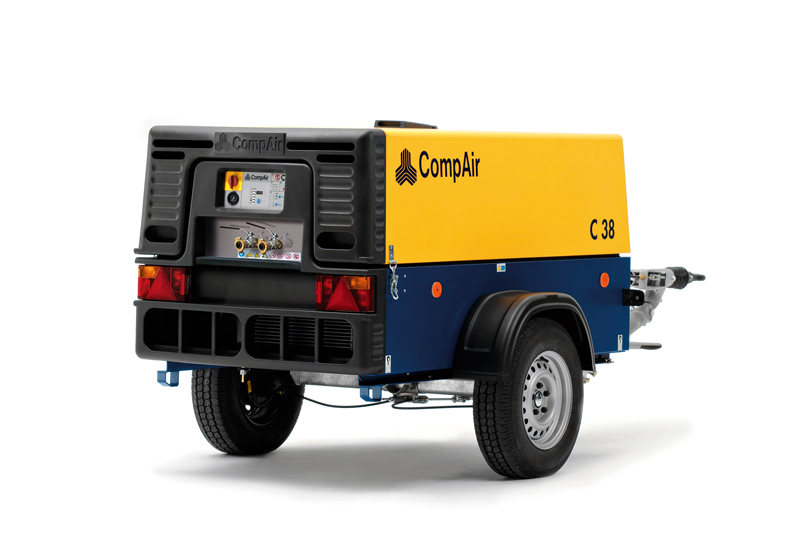
移動式柴油動力空氣壓縮機，可以供應氣動工具的動力

空氣壓縮機的用途很多，像是提供純淨的高壓空氣填充氣瓶，提供純淨的中壓空氣供水面供給潛水者使用，提供中壓空氣給辦公室以及學校建築中的氣動力HVAC控制系統裝置，供應大量的中壓壓縮空氣作為气动工具動力來源，像是手提鑽，填充高壓压力容器，輪胎充氣，也可以提供大量的中壓壓縮空氣供大規模的工業製程（例如石化廠石油焦的氧化等）。
空氣壓縮機也常用在石油及天然气採集、采矿以及钻井應用中，作為欠平衡鑽井的沖洗介質，以及管道中的清洗用氣體。
大部份的空氣壓縮機是活塞往復式壓縮機、旋片泵或是螺旋式壓縮機。非常大型的應用中會用到離心式壓縮機，不過中小型的應用較常使用螺旋式、渦卷式及往復式空壓機。

## 動力來源
空氣壓縮機可以使用不同的動力來源。一般最常會用汽油引擎、柴油引擎或是電動機驅動壓縮機，不過在一些應用中也會用汽車引擎、能量擷取系統或是液壓元件來驅動壓縮機。
壓縮機的功率是由HP（馬力）以及CFM（立方英呎每分鐘，進氣量）來計算。壓力容器的體積以及儲存氣體的壓力即表示儲存壓縮空氣的量。
在一些不易取得電力的應用，會使用汽油引擎或柴油引擎作為動力來源。引擎的缺點是噪音，以及需要通風將廢氣排出。若壓縮空氣是要供作呼吸用，驅動壓縮機的引擎更需要通風。電動壓縮機常用在生產線，店舖或是車庫等可以持續供電的場合。常見的壓縮機電源是110-120伏特或是230-240伏特。

## 維護

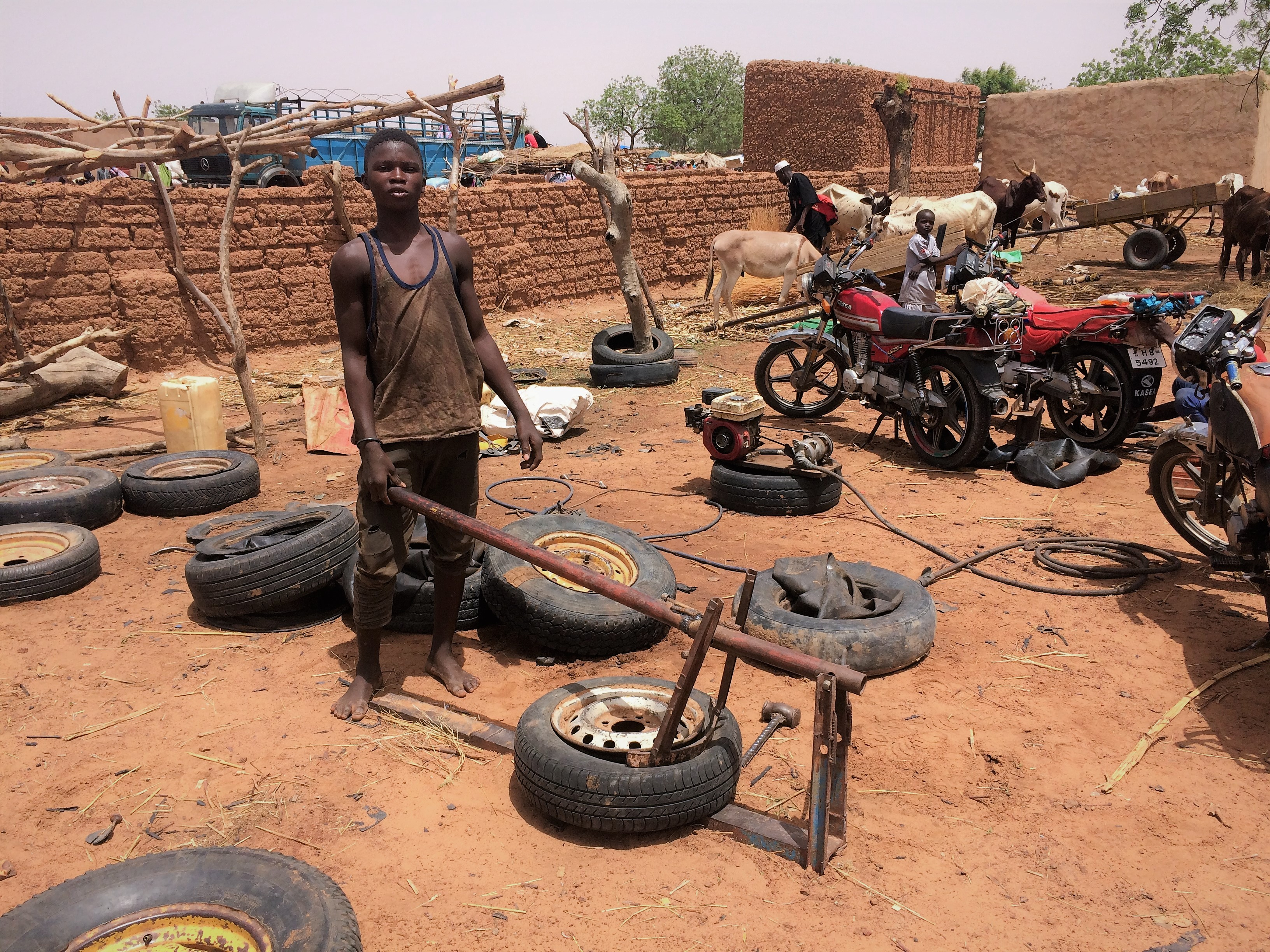
在非洲尼日尔路邊輪胎維修店用的空氣壓縮機（於摩托車前的輪胎上）

為了確保空氣壓縮機正常運作，沒有泄漏空氣情形，需要定期進行維護保養。在空壓機的整生命週期成本中，維護保養只佔了8%。

## 空氣壓縮機等熵效率
空壓機等熵效率（air compressor isentropic efficiency）越高，表示能源效率越好，越省電，越節能。根據美國CAGI空壓機效能檢測報告，目前（2022年）市場技術，大馬力油潤滑螺旋式空壓機，雙段壓縮螺旋式空壓機之等熵效率，最高已達到95%以上。單段壓縮螺旋式空壓機之等熵效率，最高已達到86%以上。
空壓機的整生命週期成本中，約有70~80%是在能源消耗上，因此使用高效率的空壓機可以有效的節約能源。

## 空壓機製造商
- 阿特拉斯·科普柯
- 英格索兰
- 神戶製鋼所
- 凯撒空压机（英语：Kaeser Compressors）

## 外部連結
- 容积式空气压缩机能效限定值及能效等级 （页面存档备份，存于）
- Compressed Air System Controls （页面存档备份，存于）
- Compressed Air Systems （页面存档备份，存于）
- 空壓系統節能技術 （页面存档备份，存于）
- 空壓系統效率改善 （页面存档备份，存于）
- 美國CAGI空壓機效能檢測報告 （页面存档备份，存于）
- 歐盟馬達與變頻器管制 （页面存档备份，存于）